# Aberdeen North (circonscription du Parlement écossais)
Pour les articles homonymes, voir Aberdeen North et Aberdeen.
Circonscription parlementaire du Parlement écossais
Aberdeen North était une circonscription du Parlement écossais de 1999 à 2011. Elle a élu un membre du Parlement écossais (MSP) selon le mode d'élection uninominal majoritaire à un tour. En outre, c'était l'une des neuf circonscriptions de la région électorale du nord-est de l'Écosse, qui élit sept membres supplémentaires, en plus de neuf (maintenant dix) MSPs, pour produire une forme de représentation proportionnelle pour l'ensemble de la région.

## Région électorale
Voir aussi North East Scotland (région électorale du Parlement écossais)#1999–2011
Entre 1999 et 2011, la région électorale du North East Scotland se composait d'Aberdeen Central, Aberdeen North, Aberdeen South, Angus, Banff and Buchan, Dundee East, Dundee West, Gordon, et West Aberdeenshire and Kincardine.
La région couvrait l'Aberdeenshire council area, la zone d'Aberdeen City council area, le Dundee City council area, une partie de l'Angus council area, une petite partie de Moray council area, et une petite partie de Perth and Kinross council area.

## Limites des circonscriptions
La circonscription d'Aberdeen North a été créée en même temps que le Parlement écossais, en 1999, avec le nom et les limites d'une circonscription de Westminster existante. En 2005, cependant les limites de la circonscription de Westminster (Chambre des communes) ont fait l'objet de modifications majeures.

### Examen des limites
Voir les circonscriptions et régions du Parlement écossais à partir de 2011 
À la suite de leur premier examen périodique des circonscriptions parlementaires du Parlement écossais, la Commission des frontières pour l'Écosse a créé trois sièges nouvellement formés pour la région du conseil municipal d'Aberdeen. Ces sièges, contestés pour la première fois lors des élections de 2011, sont Aberdeen Central, Aberdeen Donside, et Aberdeen South and North Kincardine. Aberdeen North sera remplacé par Aberdeen Donside.

## Membre du Parlement écossais
| Élection | Élection | Membre                                                  | Membre                                                  | Parti                                                   |                                                         |
| -------- | -------- | ------------------------------------------------------- | ------------------------------------------------------- | ------------------------------------------------------- | ------------------------------------------------------- |
|          | 1999     | Elaine Thomson                                          |                                                         | Scottish Labour Party                                   |                                                         |
|          | 2003     | Brian Adam                                              |                                                         | Scottish National Party                                 |                                                         |
| 2011     | 2011     | circonscription abolie : remplacée par Aberdeen Donside | circonscription abolie : remplacée par Aberdeen Donside | circonscription abolie : remplacée par Aberdeen Donside | circonscription abolie : remplacée par Aberdeen Donside |

## Résultats des élections
Les candidats élus sont indiqués en gras.
| Parti         | Parti             | Candidat       | Voix   | %    | ±     |
| ------------- | ----------------- | -------------- | ------ | ---- | ----- |
|               | SNP               | Brian Adam     | 11,406 | 45,8 | +12.3 |
|               | Travailliste      | Elaine Thomson | 7,657  | 30,8 | -0.9  |
|               | Libéral Démocrate | Steve Delaney  | 3,836  | 15,4 | -7.6  |
|               | Conservateur      | Carol Garvie   | 1,992  | 8,0  | -1.2  |
| Majorité      | Majorité          | Majorité       | 3,749  | 15,0 | +13.2 |
| Participation | Participation     | Participation  | 24,891 | 48,3 | +1.0  |
|               | SNP retenir       | SNP retenir    | Swing  |      |       |

| Parti         | Parti                          | Candidat                       | Voix   | %    | ±    |
| ------------- | ------------------------------ | ------------------------------ | ------ | ---- | ---- |
|               | SNP                            | Brian Adam                     | 8,381  | 33,5 | -2.2 |
|               | Travailliste                   | Elaine Thomson                 | 7,924  | 31,7 | -5.5 |
|               | Libéral Démocrate              | John Reynolds                  | 5,767  | 23,0 | +5.9 |
|               | Conservateur                   | Jim Gifford                    | 2,311  | 9,2  | -0.7 |
|               | Scottish Socialist             | Katrine Trolle                 | 644    | 2,6  | +2.6 |
| Majorité      | Majorité                       | Majorité                       | 457    | 1,8  | N/A  |
| Participation | Participation                  | Participation                  | 25 027 | 47,3 |      |
|               | SNP vainqueur sur Travailliste | SNP vainqueur sur Travailliste | Swing  | +1.7 |      |

| Parti         | Parti                                  | Candidat        | Voix   | %    | ±   |
| ------------- | -------------------------------------- | --------------- | ------ | ---- | --- |
|               | Travailliste                           | Elaine Thomson  | 10,340 | 37,2 | N/A |
|               | SNP                                    | Brian Adam      | 9,942  | 35,7 | N/A |
|               | Libéral Démocrate                      | James Donaldson | 4,767  | 17,1 | N/A |
|               | Conservateur                           | Iain Haughie    | 2,772  | 10,0 | N/A |
| Majorité      | Majorité                               | Majorité        | 398    | 1,5  | N/A |
| Participation | Participation                          | Participation   | 27,821 |      | N/A |
|               | Travailliste vainqueur (nouveau siège) |                 |        |      |     |